# ブロウイン・ユア・マインド
『ブロウイン・ユア・マインド』（原題：Blowin' Your Mind!）は、北アイルランド出身のシンガーソングライター、ヴァン・モリソンが1967年に発表した、ソロ名義では初のスタジオ・アルバム。

## 背景
モリソンはゼム脱退後、一時的に音楽活動を停止するが、ゼム時代にも共同作業をしていたプロデューサー、バート・バーンズがニューヨークで設立した「バング・レコード」とシングル4枚分の契約を交わし、それを機に活動の拠点をアメリカに移した。そして、1967年3月28日から29日の2日間、4トラックのマルチトラック・レコーダーを使用してレコーディングが行われた。1994年に本作のリマスターを行ったボブ・アーウィンによれば、全編ともスタジオ・ライヴ形式で録音されたという。なお、クレジットには明記されていないが、28日のセッションではシシー・ヒューストン、ディー・ディー・ワーウィック、マーナ・スミスが一部の曲にバック・コーラスで参加し、29日のセッションにはエリック・ゲイル（ギター）が参加したとされている。「グッドバイ・ベイビー」は、バーンズが以前ソロモン・バークに提供した曲のカヴァーである。
本作に先がけてリリースされたシングル「ブラウン・アイド・ガール」は、全米10位の大ヒット作となった。そしてモリソンはアメリカ・ツアーを開始するが、バーンズはモリソンの許可なしに本アルバムを発売し、モリソンとの軋轢を生むこととなった。なお、モリソンは本作のサイケデリック・ロック風のジャケット・デザインも嫌っており、ジャケットを初めて見た時「吐きそうになった」という。

## 反響・評価
シングル「ブラウン・アイド・ガール」の成功に反して、本作はセールス的に大きな成功を収められず、アメリカのBillboard 200では182位に終わった。
William Rulhmannはオールミュージックにおいて5点満点中3点を付け「不朽のポップ・ヒット"Brown Eyed Girl"の収録作品として記憶されているが、『ブロウイン・ユア・マインド』は、実質的には彼の傑作『アストラル・ウィークス』へ向けての予行演習である」と評している。2017年には、『ローリング・ストーン』誌によって「1967年の必聴アルバム50」（選者はデヴィッド・フリックとロバート・クリストガウ）の一つに選ばれた。

## 収録曲
特記なき楽曲はヴァン・モリソン作。
1. ブラウン・アイド・ガール - "Brown Eyed Girl" – 3:06
2. ヒー・エイント・ギヴ・ユー・ナン - "He Ain't Give You None" – 5:16
3. T.B.シーツ - "T.B. Sheets" – 9:47
4. スパニッシュ・ローズ - "Spanish Rose" – 3:09
5. グッドバイ・ベイビー - "Goodbye Baby (Baby Goodbye)" (Bert Berns, Wes Farrell) – 3:00
6. ロ・ロ・ロージー - "Ro Ro Rosey" – 3:06
7. フー・ドローヴ・ザ・レッド・スポーツ・カー - "Who Drove the Red Sports Car" – 5:36
8. ミッドナイト・スペシャル - "Midnight Special" (Traditional / Arranged by B. Berns) – 3:01

### 1994年リマスターCDボーナス・トラック
1. スパニッシュ・ローズ（オルタネイト・テイク） - "Spanish Rose" – 3:40
2. ロ・ロ・ロージー（オルタネイト・テイク） - "Ro Ro Rosey" – 3:12
3. グッドバイ・ベイビー（オルタネイト・テイク） - "Goodbye Baby (Baby Goodbye)" (B. Berns, W. Farrell) – 2:42
4. フー・ドローヴ・ザ・レッド・スポーツ・カー（オルタネイト・テイク） - "Who Drove the Red Sports Car" – 3:51
5. ミッドナイト・スペシャル（オルタネイト・テイク） - "Midnight Special" (Traditional / Arranged by B. Berns) – 2:46